# Provinz (Band)
Provinz ist eine deutsche Indie-Pop-Band aus dem oberschwäbischen Vogt, die 2012 gegründet wurde.

## Geschichte
Die beiden Cousins Vincent Waizenegger und Robin Schmid aus der baden-württembergischen Gemeinde Vogt im Landkreis Ravensburg machten unter dem Namen Twice schon länger gemeinsam Musik. 2012 kam der dritte Cousin Moritz Bösing dazu und der Name wurde in Provinz geändert. Der Schlagzeuger Leon Sennewald, mit dem Waizenegger gemeinsam 2018 in Ravensburg sein Abitur ablegte, stieß 2017 dazu. Die Band nahm am Förderwettbewerb Bandpool der Mannheimer Popakademie teil und kam darüber in Kontakt mit Plattenfirmen.
Provinz unterschrieb daraufhin 2019 einen Plattenvertrag beim Major-Label Warner Music. Im März 2019 erschien die erste Single Neonlicht. Am 3. Mai 2019 wurde die erste EP Reicht dir das veröffentlicht, die neben dem gleichnamigen Titelsong die drei weiteren Stücke Neonlicht, Was uns high macht und Zu jung beinhaltete. Aufgenommen wurde die EP in den Hansa Studios in Berlin von Produzent Tim Tautorat. Es folgten Auftritte bei größeren Festivals wie dem KOSMOS in Chemnitz und dem Reeperbahnfestival sowie ein Fernsehauftritt bei Inas Nacht.
Das Debütalbum Wir bauten uns Amerika – zunächst angekündigt für den 17. April 2020, dann verschoben auf den 14. August, wurde schließlich am 17. Juli 2020 veröffentlicht. Als erste Vorab-Single erschien im Oktober 2019 der Song Augen sind rot, mit dem Provinz unter anderem in der Fernsehsendung Late Night Berlin auf ProSieben auftraten. Zwei Touren im Frühjahr und Herbst mussten 2020 genauso wie einige größere Festival-Auftritte aufgrund der Covid-19-Pandemie abgesagt werden. Dennoch erreichte das Album Platz 4 in den deutschen Album-Charts. Die Band gewann 2020 die 1 Live Krone als bester Newcomer.
Im Sommer 2021 veröffentlichten Provinz die EP Zu spät um umzudrehen mit fünf neuen Songs, für die sie unter anderem erneut mit Tautorat aber auch mit dem Musiker und Produzenten Fayzen zusammen arbeiteten, darunter die auch als Single ausgekoppelten Hymne gegen euch und Großstadt. Kurz darauf erschien zudem der Song Liebe zu dritt gemeinsam mit Majan und Jeremias, mit dem sie erstmals die Singlecharts erreichten. Ende 2021 fand dann die verschobene Wir bauten euch Amerika-Tour statt. 2021 gewannen Provinz die 1 Live Krone als beste Band und waren nominiert als Best German Act bei den MTV Europe Music Awards. Im Frühjahr 2022 ist eine weitere Tour geplant.
Am 16. September 2022 erschien das zweite Album namens Zorn & Liebe. Die gleichnamige Vorab-Single mit der Sängerin Nina Chuba erschien bereits im Februar 2022 und erreichte ebenfalls die Singlecharts. Als weitere Singles wurden vorab Verrate deine Freunde, Spring, 17 für immer und Unsere Bank (gemeinsam mit Danger Dan) veröffentlicht.

## Diskografie
Studioalben

| Jahr | Titel Musiklabel                          | Höchstplatzierung, Gesamtwochen, AuszeichnungChartplatzierungen (Jahr, Titel, Musiklabel, Platzierungen, Wochen, Auszeichnungen, Anmerkungen) | Höchstplatzierung, Gesamtwochen, AuszeichnungChartplatzierungen (Jahr, Titel, Musiklabel, Platzierungen, Wochen, Auszeichnungen, Anmerkungen) | Höchstplatzierung, Gesamtwochen, AuszeichnungChartplatzierungen (Jahr, Titel, Musiklabel, Platzierungen, Wochen, Auszeichnungen, Anmerkungen) | Anmerkungen                              |
| Jahr | Titel Musiklabel                          | DE | AT | CH | Anmerkungen                              |
| ---- | ----------------------------------------- | --- | --- | --- | ---------------------------------------- |
| 2020 | Wir bauten uns Amerika Warner Music (WMG) | DE4 (9 Wo.)DE | AT11 (1 Wo.)AT | CH16 (1 Wo.)CH | Erstveröffentlichung: 17. Juli 2020      |
| 2022 | Zorn & Liebe Warner Music (WMG)           | DE2 (10 Wo.)DE | AT9 (5 Wo.)AT | CH13 (5 Wo.)CH | Erstveröffentlichung: 16. September 2022 |
| 2025 | Pazifik Warner Music (WMG)                | DE1 (… Wo.)DE | AT2 (… Wo.)AT | CH6 (… Wo.)CH | Erstveröffentlichung: 21. Februar 2025   |

## Auszeichnungen
- 2020: 1 Live Krone in der Kategorie „Bester Newcomer Act“[8]
- 2021: 1 Live Krone in der Kategorie „Beste Band“
- 2023: Preis für Popkultur in der Kategorie „Lieblingsband“